# Гарнер, Джон Нэнс
Джон Нэнс «Кактус Джек» Гарнер (англ. John Nance Garner, 22 ноября 1868 — 7 ноября 1967) — американский политический и государственный деятель; член Демократической партии, вице-президент США в период с 1933 по 1941 год, во время первого и второго президентства Франклина Рузвельта. Влиятельный участник неофициальной консервативной коалиции, противостоявшей президенту Рузвельту в Конгрессе.

## Биография
Гарнер родился 22 ноября 1868 года в округе Ред Ривер, штат Техас. Окончил университет Вандербильта. Обучался праву, и начиная с 1890 года работал в качестве адвоката в техасском городе Ювалде, расположенном в одноимённом округе. С 1893 по 1896 год он занимал пост судьи округа. В 1898 году он был избран в Палату представителей штата Техас. В период с 1903 по 1933 год был членом Палаты представителей Конгресса США, где с 1931 года занимал пост спикера.
В 1932 году Гарнер выставил свою кандидатуру на пост президента от Демократической партии, однако вскоре был вынужден поддержать другого кандидата от демократов — нью-йоркского губернатора Франклина Рузвельта. Сам Гарнер баллотировался в вице-президенты. Этот пост он занял в 1933 году.
После переизбрания Рузвельта в 1937 году у президента и вице-президента появился ряд существенных разногласий. Так, консервативный южанин Гарнер поддерживал вмешательство во Флинтскую сидячую забастовку, выступал за сбалансированный федеральный бюджет, а также высказывался против намерений Рузвельта расширить состав Верховного суда США.
Джон Гарнер скончался 7 ноября 1967 года в возрасте 98 лет и 350 дней, всего за 15 дней до своего 99-летия. В 1964 году Джон Гарнер стал рекордсменом-долгожителем среди всех вице-президентов США, обогнав по продолжительности жизни Леви Мортона (по 96 лет).